# Bohdan Rudiuk
Bohdan Andrijowycz Rudiuk, ukr. Богдан Андрійович Рудюк (ur. 19 kwietnia 1994 we wsi Pokotyliwka w obwodzie charkowskim) – ukraiński piłkarz, grający na pozycji obrońcy.

## Kariera piłkarska

### Kariera klubowa
Wychowanek klubów Helios Charków i Wostok Charków, barwy którego bronił w juniorskich mistrzostwach Ukrainy (DJuFL). W 2011 rozpoczął karierę piłkarską w amatorskim klubie FK Stachanow. Wiosną 2012 grał w innym zespole amatorskim z obwodu ługańskiego – FK Szczastia. Latem 2012 został piłkarzem Tawrii Symferopol, ale występował tylko w drużynie młodzieżowej, dlatego podczas przerwy zimowej sezonu 2012/13 przeniósł się do Zorii Ługańsk, ale również nie wychodził na boisko w podstawowym składzie. Latem 2014 wyjechał do Słowacji, gdzie bronił barw klubów Bodva Moldava nad Bodvou, MŠK Rimavská Sobota i FK Poprad. W lipcu 2016 podpisał kontrakt z beniaminkiem białoruskiej Wyszejszej lihi klubem FK Słuck. 28 listopada 2016 opuścił słucki klub. 6 marca 2017 został piłkarzem Dniapra Mohylew. Ltem 2017 przeniósł się do Krumkaczy, w którym grał do 4 grudnia 2017. 23 stycznia 2018 przeszedł do Stali Kamieńskie.